# Tre deckare löser Skräckslottets gåta
Alfred Hitchcock och Tre deckare löser Skräckslottets gåta (originaltitel Alfred Hitchcock and the Three Investigators in the Terror Castle) är den första boken i den fristående Tre deckare-serien. Boken är skriven av Robert Arthur 1964. Den utgavs i Sverige på svenska 1965 av B. Wahlströms bokförlag med översättning av Christine Samuelson.

## Handling
Tre Deckare – Jupiter, Peter och Bob – möter för första gången Alfred Hitchcock och får sitt första uppdrag; det handlar om ett hus som sägs vara hemsökt av spöken...

## Film
En långfilm som bygger på boken kom 2009; dess handling skiljer sig dock på flera punkter från bokens.

## Svenska utgåvor
Endast två kända exemplar av den svenska förstaupplagan existerar; ett finns på ett bibliotek i Uppsala och det andra finns i privat ägo hos en samlare i Oxelösund.
Omslaget till de äldre svenska utgåvorna skildrar en scen ur boken där Bob och chauffören Worthington finner Jupiter och Peter bundna i "slottets" källare, men på omslaget till de senare utgåvorna (av Ola Ericson) har Bob och Peter av okänd anledning fått byta plats.